# Alessandro Pistone
Alessandro Pistone (Milaan, 27 juli 1975) is een Italiaanse voetballer (verdediger) die sinds 2008 voor Ternana Calcio uitkomt. Voordien speelde hij onder andere voor Inter Milaan, Newcastle United en Everton FC.

## Olympische Spelen
Pistone speelde in de periode 1995-1997 elf wedstrijden voor de U-21 van Italië, daarin kon hij twee doelpunten scoren. Hij vertegenwoordigde zijn vaderland op de Olympische Spelen 1996 in Atlanta, waar de Italiaanse olympische selectie onder leiding van bondscoach Cesare Maldini al in de groepsronde werd uitgeschakeld.

## Carrière
- 1993-1994: Solbiatese Arno Calcio
- 1994-1995: Crevalcore
- 1995-1996: Vicenza Calcio
- 1996-1997: Inter Milaan
- 1997-2000: Newcastle United
  - 1999: SSC Venezia (op huurbasis)
- 2000-2007: Everton FC
- 2007- 2008 : RAEC Mons
- 2008 - ...: Ternana Calcio